# Patricia McKillop
Patricia Jean McKillop, née le 15 juillet 1956, est une joueuse de hockey sur gazon et de basket-ball zimbabwéenne.

## Carrière
Patricia McKillop fait partie de l'équipe du Zimbabwe de hockey sur gazon féminin sacrée championne olympique en 1980 à Moscou, où elle termine meilleure buteuse de la sélection avec six réalisations.
Elle est sélectionnée en équipe nationale de hockey sur gazon de 1974 à 1980. Elle représente aussi le Matabeleland en basket-ball.
Elle met un terme à sa carrière en hockey sur gazon en 1995.